# Gran Premio del Brasile 2002
Il Gran Premio del Brasile 2002 è stato un Gran Premio di Formula 1 disputato il 31 marzo 2002 sul circuito di Interlagos. La gara fu vinta da Michael Schumacher su Ferrari, davanti a Ralf Schumacher su Williams - BMW e a David Coulthard su McLaren - Mercedes.

## Vigilia

### Aspetti tecnici
La Ferrari fece esordire in Brasile la nuova F2002, della quale portò in pista un solo esemplare affidato a Michael Schumacher. Barrichello, invece, partecipò alla gara con la versione modificata della F2001 che aveva già impiegato nei primi due Gran Premi della stagione. La nuova monoposto della scuderia italiana presentava diverse caratteristiche tecniche peculiari, che permettevano di ottenere un notevole aumento dell'efficienza aerodinamica rispetto alla vettura precedente. Particolarmente curate erano le fiancate, molto basse e con ingombri molto ridotti nella zona davanti alle ruote posteriori grazie ad un'innovativa disposizione dei radiatori, inclinati verso la parte anteriore della monoposto. Il cambio, realizzato in fusione di titanio (soluzione portata in gara fino a quel momento dalla sola Minardi) era molto compatto, così come tutta la parte posteriore del corpo vettura. Le temperature elevate registrate a San Paolo spinsero i tecnici di Maranello, così come quelli di molte scuderie rivali, a praticare aperture supplementari sulle fiancate delle monoposto, in modo da migliorare lo smaltimento del calore.
Le altre scuderie non portarono novità sostanziali, limitandosi a degli affinamenti delle proprie vetture in attesa del ritorno in Europa a partire dal successivo Gran Premio di San Marino.

## Prove libere

### Risultati
Nella prima sessione di prove di venerdì i risultati furono i seguenti:
| Pos | No | Pilota               | Costruttore    | Tempo    |
| --- | -- | -------------------- | -------------- | -------- |
| 1   | 1  | Michael Schumacher   | Ferrari        | 1'15"627 |
| 2   | 5  | Ralf Schumacher      | Williams - BMW | 1'16"645 |
| 3   | 9  | Giancarlo Fisichella | Jordan - Honda | 1'16"770 |

Nella seconda sessione di prove di venerdì i risultati furono i seguenti:
| Pos | No | Pilota             | Costruttore        | Tempo    |
| --- | -- | ------------------ | ------------------ | -------- |
| 1   | 3  | David Coulthard    | McLaren - Mercedes | 1'15"075 |
| 2   | 6  | Juan Pablo Montoya | Williams - BMW     | 1'15"345 |
| 3   | 25 | Allan McNish       | Toyota             | 1'15"450 |

Nella sessione di prove di sabato mattina i risultati furono i seguenti:
| Pos | No | Pilota          | Costruttore        | Tempo    |
| --- | -- | --------------- | ------------------ | -------- |
| 1   | 5  | Ralf Schumacher | Williams - BMW     | 1'13"543 |
| 2   | 3  | David Coulthard | McLaren - Mercedes | 1'13"563 |
| 3   | 15 | Jenson Button   | Renault            | 1'13"686 |

## Qualifiche

### Resoconto
Con le alte temperature registrate sul circuito brasiliano gli pneumatici Michelin si dimostrarono più competitivi dei rivali Bridgestone, tanto che dei primi dieci classificati alla fine della sessione di qualifica ben sette erano alla guida di vetture equipaggiate dalla casa francese. La pole position fu conquistata da Montoya, più rapido di circa un decimo di secondo rispetto a Michael Schumacher e di due nei confronti del compagno di squadra Ralf Schumacher. Coulthard fece segnare il quarto tempo, precedendo il compagno di squadra Räikkönen, le due Renault di Trulli e Button e Barrichello, che, nella gara di casa, non riuscì a far meglio dell'ottavo posto. Il pilota brasiliano fu inoltre penalizzato, insieme a Sato, per delle irregolarità compiute nella sessione di libere di sabato mattina, vedendosi cancellare il miglior tempo ottenuto: la penalità non ebbe, però, influenza sul risultato finale della qualifica né per Barrichello né per Sato.
Le buone prestazioni delle gomme Michelin aiutarono Toyota e Jaguar, con Salo, de la Rosa e Irvine rispettivamente decimo, undicesimo e tredicesimo. Risultarono, invece, piuttosto in difficoltà Jordan e BAR, i cui piloti furono relegati nella seconda metà dello schieramento.

### Risultati
| Pos | No | Pilota                | Costruttore        | Pneumatici | Tempo    | Distacco |
| --- | -- | --------------------- | ------------------ | ---------- | -------- | -------- |
| 1   | 6  | Juan Pablo Montoya    | Williams - BMW     | M          | 1'13"114 |          |
| 2   | 1  | Michael Schumacher    | Ferrari            | B          | 1'13"241 | +0"127   |
| 3   | 5  | Ralf Schumacher       | Williams - BMW     | M          | 1'13"328 | +0"214   |
| 4   | 3  | David Coulthard       | McLaren - Mercedes | M          | 1'13"565 | +0"451   |
| 5   | 4  | Kimi Räikkönen        | McLaren - Mercedes | M          | 1'13"595 | +0.481   |
| 6   | 14 | Jarno Trulli          | Renault            | M          | 1'13"611 | +0"497   |
| 7   | 15 | Jenson Button         | Renault            | M          | 1'13"665 | +0"551   |
| 8   | 2  | Rubens Barrichello    | Ferrari            | B          | 1'13"935 | +0"821   |
| 9   | 7  | Nick Heidfeld         | Sauber - Petronas  | B          | 1'14"233 | +1"119   |
| 10  | 24 | Mika Salo             | Toyota             | M          | 1'14"443 | +1"329   |
| 11  | 17 | Pedro de la Rosa      | Jaguar - Ford      | M          | 1'14"464 | +1"350   |
| 12  | 8  | Felipe Massa          | Sauber - Petronas  | B          | 1'14"533 | +1"419   |
| 13  | 16 | Eddie Irvine          | Jaguar - Ford      | M          | 1'14"537 | +1"423   |
| 14  | 9  | Giancarlo Fisichella  | Jordan - Honda     | B          | 1'14"748 | +1"634   |
| 15  | 11 | Jacques Villeneuve    | BAR - Honda        | B          | 1'14"760 | +1"646   |
| 16  | 25 | Allan McNish          | Toyota             | M          | 1'14"990 | +1"876   |
| 17  | 12 | Olivier Panis         | BAR - Honda        | B          | 1'14"996 | +1"982   |
| 18  | 20 | Heinz-Harald Frentzen | Arrows - Cosworth  | B          | 1'15"112 | +1"998   |
| 19  | 10 | Takuma Satō           | Jordan - Honda     | B          | 1'15"296 | +2"182   |
| 20  | 23 | Mark Webber           | Minardi - Asiatech | M          | 1'15"340 | +2"226   |
| 21  | 21 | Enrique Bernoldi      | Arrows - Cosworth  | B          | 1'15"355 | +2"241   |
| 22  | 22 | Alex Yoong            | Minardi - Asiatech | M          | 1'16"728 | +3"614   |

## Warm up

### Resoconto
A pochi minuti dal termine della sessione Bernoldi ebbe un violento incidente alla chicane Senna. Vista l'entità dell'urto fu mandata in pista l'automedica con a bordo il medico Sid Watkins. Il pilota brasiliano rimase illeso, ma il guidatore della vettura di sicurezza, Alex Ribeiro, aprì la portiera del lato guida senza accorgersi che stava sopraggiungendo la Sauber di Nick Heidfeld. Nell'urto la monoposto svizzera uscì gravemente danneggiata, ma né Heidfeld né Ribeiro riportarono conseguenze fisiche.

### Risultati
Nel warm up di domenica mattina i migliori tempi furono i seguenti:
| Pos | No | Pilota             | Costruttore        | Tempo    |
| --- | -- | ------------------ | ------------------ | -------- |
| 1   | 1  | Michael Schumacher | Ferrari            | 1'15"866 |
| 2   | 17 | Pedro de la Rosa   | Jaguar - Ford      | 1'16"391 |
| 3   | 4  | Kimi Räikkönen     | McLaren - Mercedes | 1'16"543 |

## Gara

### Resoconto
Alla partenza Michael Schumacher scattò meglio di Montoya e lo affiancò all'interno della prima curva. Il pilota colombiano tentò di resistere, ma finì per allargare troppo la traiettoria e dovette lasciar strada al rivale. Montoya cercò di recuperare immediatamente la testa della corsa, attaccando Schumacher nel successivo rettilineo. Il pilota della Williams sbagliò, però, la manovra, tamponando il tedesco e rompendo l'alettone anteriore della sua monoposto. Montoya fu quindi costretto a tornare ai box per effettuare delle riparazioni, così come Fisichella e McNish, transitati sui detriti lasciati dalla Williams.
La vettura di Michael Schumacher non riportò invece danni e il pilota tedesco chiuse il primo passaggio al comando, davanti a Ralf Schumacher, Trulli, Button, Coulthard e Barrichello, che nel corso del primo giro aveva superato Räikkönen. Il pilota brasiliano, partito con una tattica sulle due soste, cominciò ad effettuare un gran numero di sorpassi: al secondo passaggio sopravanzò Coulthard, superando Button e Trulli nelle due tornate seguenti. La rimonta del ferrarista continuò al sesto giro, quando attaccò e sorpassò anche Ralf Schumacher, recuperando poi rapidamente il distacco che lo separava dal compagno di squadra. Al 14º giro Barrichello passò anche Schumacher, portandosi in prima posizione. Il pilota brasiliano dovette però rinunciare alle speranze di successo appena due tornate più tardi, quando il cambio della sua monoposto si bloccò in quinta marcia, costringendolo al ritiro. Michael Schumacher tornò quindi a condurre la corsa, con un buon vantaggio sul fratello. Nel frattempo Coulthard superò Button, portandosi in quarta posizione, mentre Montoya iniziò la sua rimonta dal fondo del gruppo.
In testa alla gara i fratelli Schumacher cominciarono un lungo duello a distanza. Michael fece segnare più volte il giro più veloce in gara, ma non riuscì a distaccare in modo netto il rivale, che rimase in gioco per la vittoria. Il pilota della Ferrari rientrò ai box per l'unica sosta in programma al 39º giro, recuperando la testa della corsa dopo il pit stop di Ralf, avvenuto cinque tornate più tardi. Da questo momento in poi, però, il pilota della Williams cominciò a ridurre il distacco dal fratello, arrivandogli in scia ma non riuscendo a sopravanzarlo. Nel frattempo Coulthard e Räikkönen sopravanzarono le due Renault al pit stop, portandosi in terza e quarta posizione. Montoya recuperò fino al settimo posto, superando Salo e facendo anche segnare il giro più veloce in gara. In testa alla corsa, Ralf Schumacher continuò a tallonare il fratello, senza però riuscire ad impensierirlo seriamente. Al 61º giro Trulli si ritirò per un problema al motore, permettendo a Montoya di entrare in zona punti. A quattro tornate dalla fine anche Räikkönen fu costretto ad abbandonare la gara per la rottura di un mozzo, che lo mandò fuori pista. L'ultimo punto disponibile fu quindi conquistato da Salo, preceduto sul traguardo da Michael Schumacher, Ralf Schumacher, Coulthard, Button e Montoya.

### Risultati
| Pos      | No | Pilota                | Costruttore        | Pneumatici | Giri | Tempo/Ritiro e posizione al ritiro/Media | Partenza | Punti |
| -------- | -- | --------------------- | ------------------ | ---------- | ---- | ---------------------------------------- | -------- | ----- |
| 1        | 1  | Michael Schumacher    | Ferrari            | B          | 71   | 1h31'43"663 - 200.098 km/h               | 2        | 10    |
| 2        | 5  | Ralf Schumacher       | Williams - BMW     | M          | 71   | +0"588                                   | 3        | 6     |
| 3        | 3  | David Coulthard       | McLaren - Mercedes | M          | 71   | +59"109                                  | 4        | 4     |
| 4        | 15 | Jenson Button         | Renault            | M          | 71   | +1'06"883                                | 7        | 3     |
| 5        | 6  | Juan Pablo Montoya    | Williams - BMW     | M          | 71   | +1'07"653                                | 1        | 2     |
| 6        | 24 | Mika Salo             | Toyota             | M          | 70   | +1 giro                                  | 10       | 1     |
| 7        | 16 | Eddie Irvine          | Jaguar - Ford      | M          | 70   | +1 giro                                  | 13       |       |
| 8        | 17 | Pedro de la Rosa      | Jaguar - Ford      | M          | 70   | +1 giro                                  | 11       |       |
| 9        | 10 | Takuma Satō           | Jordan - Honda     | B          | 69   | +2 giri                                  | 19       |       |
| Ritirato | 11 | Jacques Villeneuve    | BAR - Honda        | B          | 68   | Motore (9º)                              | 15       |       |
| 11       | 23 | Mark Webber           | Minardi - Asiatech | M          | 68   | +3 giri                                  | 20       |       |
| Ritirato | 4  | Kimi Räikkönen        | McLaren - Mercedes | M          | 67   | Mozzo (4º)                               | 5        |       |
| 13       | 22 | Alex Yoong            | Minardi - Asiatech | M          | 67   | +4 giri                                  | 22       |       |
| Ritirato | 7  | Nick Heidfeld         | Sauber - Petronas  | B          | 61   | Freni (12º)                              | 9        |       |
| Ritirato | 14 | Jarno Trulli          | Renault            | M          | 60   | Motore (5º)                              | 6        |       |
| Ritirato | 8  | Felipe Massa          | Sauber - Petronas  | B          | 41   | Collisione con A.Yoong (14º)             | 12       |       |
| Ritirato | 25 | Allan McNish          | Toyota             | M          | 40   | Testacoda (16º)                          | 16       |       |
| Ritirato | 12 | Olivier Panis         | BAR - Honda        | B          | 25   | Cambio (15º)                             | 17       |       |
| Ritirato | 20 | Heinz-Harald Frentzen | Arrows - Cosworth  | B          | 25   | Sospensione (17º)                        | 18       |       |
| Ritirato | 21 | Enrique Bernoldi      | Arrows - Cosworth  | B          | 19   | Sospensione (20º)                        | 21       |       |
| Ritirato | 2  | Rubens Barrichello    | Ferrari            | B          | 16   | Sistema idraulico (1º)                   | 8        |       |
| Ritirato | 9  | Giancarlo Fisichella  | Jordan - Honda     | B          | 6    | Motore (21º)                             | 14       |       |

## Classifiche

### Piloti
| Pos. | Pilota             | Punti |
| ---- | ------------------ | ----- |
| 1    | Michael Schumacher | 24    |
| 2    | Ralf Schumacher    | 16    |
| 3    | Juan Pablo Montoya | 14    |
| 4    | Jenson Button      | 6     |
| 5    | David Coulthard    | 4     |
| 5    | Kimi Räikkönen     | 4     |
| 7    | Eddie Irvine       | 3     |
| 8    | Nick Heidfeld      | 2     |
| 8    | Mark Webber        | 2     |
| 8    | Mika Salo          | 2     |
| 11   | Felipe Massa       | 1     |

### Costruttori
| Pos. | Team               | Punti |
| ---- | ------------------ | ----- |
| 1    | Williams - BMW     | 30    |
| 2    | Ferrari            | 24    |
| 3    | McLaren - Mercedes | 8     |
| 4    | Renault            | 6     |
| 5    | Jaguar - Ford      | 3     |
| 5    | Sauber - Petronas  | 3     |
| 7    | Minardi - Asiatech | 2     |
| 7    | Toyota             | 2     |

## Fonti
Tutti i dati statistici provengono da Autosprint n.14/2002